# KT 12

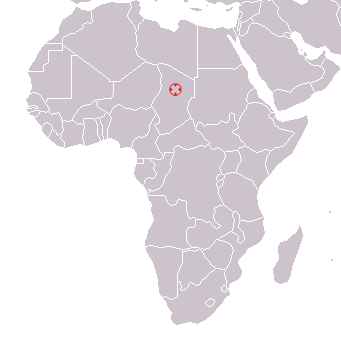
Die Lage der Fundstelle KT 12 im Tschad

KT 12 ist die Bezeichnung einer seit 1994 erforschten Fundstelle von pliozänen und pleistozänen Fossilien im Norden des Tschad, unweit der Ortschaft Koro Toro (daher die Kürzel KT) und der Fundstelle KT 13. Infolge von Bodenerosion ist hier die im Tschadbecken andernorts vorherrschende quartäre Bodenschicht verloren gegangen, so dass heute ältere Schichten an der Oberfläche liegen. Die wissenschaftliche Bedeutung der Fundstelle besteht vor allem im Nachweis eines wesentlich größeren Verbreitungsgebietes der Gattung Australopithecus als zuvor bekannt.

## Funde
Die Fundstelle KT 12 am Flussbett des Bahr el-Ghazal (arab.: „Fluss der Gazellen“) wurde ab 1994 von Paläoanthropologen um Grabungsleiter Michel Brunet untersucht, und bereits im November 1995 wurde der Fund eines Australopithecus-Unterkiefers bekannt gegeben. Das Fossil wurde mit Hilfe biochronologischer Befunde auf ein Alter von 3,5 bis 3,0 Millionen Jahre datiert und war der erste Beleg für die Besiedlung des nördlichen Zentralafrikas durch eine Art der Gattung Australopithecus; bis dahin waren solche Fossilien nur aus dem rund 2500 Kilometer östlich liegenden Großen Afrikanischen Grabenbruch und aus Südafrika bekannt. 1996 wurde der Unterkiefer (Archivnummer KT 12/H1) als Holotypus der neuen Art Australopithecus bahrelghazali benannt.
Die Fundstelle KT 12 besteht aus den oberflächlich zutage tretenden Überresten eines ehemals langsam fließenden Gewässers. Beleg hierfür sind zum einen die in feinen, nur schwach verfestigten Sandstein eingebetteten und noch eckigen, nicht abgerundeten Quarzsteinchen sowie andere Spuren eines Wasserlaufs; zum anderen der Fund von Fisch-Fossilien und eines fossilen Breitmaulnashorns (Ceratotherium praecox), dessen Knochen noch in ursprünglicher Anordnung beieinander lagen. Nachgewiesen wurden ferner: Welse, Landschildkröten (Gattung Geochelone) und Weichschildkröten (Gattung Trionyx), Krokodile (Gattung Tomistoma), Elefanten (Loxodonta exoptata, ähnlich denen aus Laetoli und Hadar), mehrere Pferde-Arten der Gattung Hipparion, Rindergiraffen (Sivatherium), Wasserböcke, Verwandte der heutigen Kuhantilopen (Alcelaphini) und der Rinder, Schweine (Kolpochoerus afarensis) und Flusspferde (Hexaprotodon protamphibius turkanensis, ähnlich denen vom Unterlauf der Omo) – Funde, die als Belege für eine teils savannenartige (Ceratotherium, Hipparion), teils stärker bewaldete Landschaft (Loxodonta, Wasserböcke, Kolpochoerus) zu Lebzeiten der Tiere interpretiert wurden, als mutmaßlicher Galeriewald entlang eines ruhigen, zum See erweiterten Fließgewässers inmitten einer locker bewaldeten Graslandschaft. Später wurde noch der Fund von Fischen aus der Gruppe der Barschartigen publiziert sowie von Entenvögeln, Ottern, Stegodonten und Giraffen.
Ab 1996 wurde auch die östlich von Koro Toro gelegene, rund 20 Hektar große Fundstelle KT 13 (Geodaten: 15° 58' 09 N; 18° 52' 10 O) nach Fossilien abgesucht, die ebenfalls auf ein Alter von 3,5 bis 3,0 Millionen Jahre datiert wurde. Die Beschaffenheit des fossilen Bodens deutete auch hier auf ein ehemals ruhiges Gewässer hin, da die Knochen zahlreicher Fossilien (rund 30 Arten) noch im ursprünglichen Verbund gefunden wurden und ein mit KT 12 nahezu identisches Artenspektrum aufweisen. Allerdings wurden einige zusätzliche Arten bestimmt, darunter zum Beispiel je eine Art der Hyänen, der Wildkatzen, der Marder und der Otter (Enhydriodon) sowie ein nicht genau bestimmtes Primaten-Fossil, das Australopithecus zugeschrieben wurde.

## Historisches
Pliozäne und pleistozäne Fossilien-Fundstätten waren aus der bis 2008 Borkou-Ennedi-Tibesti genannten Region im Norden des Tschad bereits seit 1959 bekannt; die Zusammensetzung der Säugetier-Fossilien wurde dahingehend interpretiert, dass ihre Besitzer zu Lebzeiten ein Habitat aus teils offenen Savannen, teils Wäldern besiedelten. 1965 berichtete Yves Coppens den Fund von Fragmenten eines homininen Gesichtsschädels, den er zunächst als „Tchadanthropus uxoris“ bezeichnete und der heute Homo erectus zugeschrieben wird. Zeitweise unterbrochen durch den Tschadischen Bürgerkrieg und die Annexion von Teilen des nördlichen Tschad durch Libyen wurde die Feldforschung ab 1993 ausgeweitet, nachdem bei Koro Toro 17 neue Fossilien-Fundstätten, darunter KT 12 und KT 13, entdeckt worden waren. 1997 waren bereits an die 40 Fossilien-Fundstätten erschlossen.
Ebenfalls im Norden des Tschad wurde – an der Fundstelle TM 266 – der Holotypus von Sahelanthropus geborgen.

## Belege
1. 1 2 3  Michel Brunet, Alain Beauvilain, Yves Coppens, Emile Heintz, Aladji H. E. Moutaye und David Pilbeam: The first australopithecine 2,500 kilometres west of the Rift Valley (Chad). In: Nature. Band 378, 1995, S. 273–275, doi:10.1038/378273a0.
2. ↑  Michel Brunet et al.: Australopithecus bahrelghazali, une nouvelle espèce d’Hominidé ancien de la région de Koro Toro (Tchad). In: Comptes Rendus de l’Academie de Sciences – Serie IIa: Sciences de la Terre et des Planetes. Band 322, Nr. 10, 1996, S. 907–913. Volltext (PDF).
3. ↑  Julia Lee-Thorp et al.: Isotopic evidence for an early shift to C4 resources by Pliocene hominins in Chad. In: PNAS. Band 109, Nr. 50, 2012. S. 20369–20372, doi:10.1073/pnas.1204209109.
4. 1 2  Michel Brunet et al.: Tchad: un nouveau site à Hominidés Pliocène. In: Comptes Rendus de l'Academie de Sciences Paris. Band 324, Serie IIa, 1997, S. 341–345.
5. ↑  J. Abadie, J. Barbeau, Y. Coppens: Une faune de Vertébrés villafranchiens au Tchad. In: Comptes Rendus de l’Academie de Sciences. Band 248, 1959, S. 3328–3330.
6. ↑  Yves Coppens:  L’hominien du Tchad. In: Comptes Rendus de l’Academie de Sciences. Band 260, Serie D, 1965, S. 2869–2871.
7. ↑  Jon E. Kalb: Adventures in the Bone Trade: The Race to Discover Human Ancestors in Ethiopia’s Afar Depression. Copernicus Books, New York 2001, S. 76, ISBN 0-387-98742-8.

Koordinaten: 15° 34′ 51,6″ N, 18° 31′ 28,6″ O